# پولینا شاتسیلنیا
پولینا شاتسیلنیا (انگلیسی: Polina Shatsilenia؛ زادهٔ ۱۶ ژوئن ۱۹۹۵) بازیکن فوتبال اهل بلاروس است.
وی همچنین در تیم ملی فوتبال Belarus بازی کرده‌است.